# Gaston Rousseau
Gaston Bernard Yvon Rousseau (* 15. Juli 1925 in Biéville; † 8. April 2019 in Saint-Vigor-le-Grand) war ein französischer Radrennfahrer.

## Sportliche Laufbahn
Rousseau war im Straßenradsport aktiv. Von 1947 bis 1952 fuhr er als Berufsfahrer. 1947 siegte er im Etappenrennen Tour de la Manche vor André Gallis. In der Trophée des Grimpeurs kam er beim Sieg von Jean Blanc auf den dritten Platz. 1947 wurde er 49. in der Tour de France.